# Lliga cèltica de rugbi 2016-2017
La Lliga cèltica de rugbi 2016-2017 és la temporada 2016-2016 de la Lliga cèltica de rugbi on el vigent campió és el Connacht Rugby que defensa el títol aconseguit l'any passat, s'inicià el 2 de setembre del 2016 i acabà el 27 de maig del 2017. Per primera vegada, els Scalets van aconseguir el títol de campió derrotant la província del Leinster per 22 a 46 i sis assaigs a tres.

## Fase preliminar
| Clubs                  | BRT     | CB      | CR      | ER      | GW      | S       | LR      | MR      | NGD     | O       | UR      | Z       |
| ---------------------- | ------- | ------- | ------- | ------- | ------- | ------- | ------- | ------- | ------- | ------- | ------- | ------- |
| Benetton Rugby Treviso |         | 28 – 34 | 19 – 34 | 21 – 6  | 28 – 35 | 6 – 22  | 14 – 40 | 14 – 34 | 27 – 11 | 13 – 5  | 11 – 22 | 23 – 12 |
| Cardiff Blues          | 57 – 20 |         | 13 – 19 | 34 – 16 | 23 – 19 | 15 – 26 | 13 – 16 | 13 – 23 | 27 – 16 | 35 – 17 | 22 – 35 | 30 – 24 |
| Connacht Rugby         | 47 – 8  | 18 – 7  |         | 28 – 15 | 5 – 41  | 8 – 30  | 24 – 37 | 9 – 16  | 19 – 9  | 11 – 32 | 30 – 25 | 33 – 3  |
| Edinburgh Rugby        | 45 – 10 | 17 – 18 | 19 – 22 |         | 12 – 25 | 20 – 9  | 20 – 33 | 9 – 10  | 24 – 20 | 9 – 13  | 28 – 17 | 14 – 19 |
| Glasgow Warriors       | 31 – 14 | 29 – 15 | 35 – 24 | 18 – 29 |         | 14 – 26 | 33 – 25 | 15 – 16 | 47 – 17 | 5 – 22  | 17 – 22 | 45 – 10 |
| Scarlets               | 51 – 5  | 15 – 10 | 17 – 8  | 26 – 10 | 27 – 3  |         | 38 – 29 | 13 – 23 | 31 – 27 | 40 – 17 | 16 – 13 | 42 – 7  |
| Leinster Rugby         | 20 – 8  | 22 – 21 | 24 – 13 | 39 – 10 | 31 – 30 | 45 – 9  |         | 25 – 14 | 28 – 15 | 31 – 19 | 22 – 7  | 70 – 6  |
| Munster Rugby          | 46 – 3  | 23 – 24 | 50 – 14 | 28 – 14 | 10 – 7  | 21 – 30 | 29 – 17 |         | 45 – 17 | 33 – 0  | 22 – 20 | 49 – 5  |
| Newport Gwent Dragons  | 26 – 8  | 24 – 26 | 21 – 16 | 27 – 19 | 17 – 26 | 16 – 21 | 22 – 54 | 16 – 20 |         | 0 – 10  | 17 – 27 | 11 – 6  |
| Ospreys                | 64 – 10 | 46 – 24 | 29 – 7  | 31 – 22 | 26 – 15 | 19 – 9  | 18 – 20 | 23 – 25 | 35 – 14 |         | 24 – 10 | 59 – 5  |
| Ulster Rugby           | 19 – 7  | 24 – 24 | 23 – 7  | 24 – 18 | 37 – 17 | 19 – 8  | 17 – 13 | 14 – 15 | 29 – 8  | 9 – 7   |         | 68 – 21 |
| Zebre                  | 3 – 19  | 21 – 23 | 25 – 22 | 19 – 24 | 28 – 33 | 24 – 31 | 10 – 33 | 14 – 50 | 29 – 14 | 10 – 40 | 17 – 40 |         |

## Classificació
| Classificació general de la Lliga cèltica | Classificació general de la Lliga cèltica | Classificació general de la Lliga cèltica | Classificació general de la Lliga cèltica | Classificació general de la Lliga cèltica | Classificació general de la Lliga cèltica | Classificació general de la Lliga cèltica | Classificació general de la Lliga cèltica | Classificació general de la Lliga cèltica | Classificació general de la Lliga cèltica | Classificació general de la Lliga cèltica | Classificació general de la Lliga cèltica | Classificació general de la Lliga cèltica | Classificació general de la Lliga cèltica | Classificació general de la Lliga cèltica |
| Class.                                    | Clubs                                     | Pts                                       | J                                         | G                                         | E                                         | P                                         | B0                                        | BD                                        | pf                                        | pc                                        | p±                                        | af                                        | ac                                        | a±                                        |
| ----------------------------------------- | ----------------------------------------- | ----------------------------------------- | ----------------------------------------- | ----------------------------------------- | ----------------------------------------- | ----------------------------------------- | ----------------------------------------- | ----------------------------------------- | ----------------------------------------- | ----------------------------------------- | ----------------------------------------- | ----------------------------------------- | ----------------------------------------- | ----------------------------------------- |
| 1.                                        | Munster Rugby                             | 86                                        | 22                                        | 19                                        | 0                                         | 3                                         | 9                                         | 1                                         | 602                                       | 316                                       | 286                                       | 77                                        | 34                                        | 43                                        |
| 2.                                        | Leinster Rugby                            | 85                                        | 22                                        | 18                                        | 0                                         | 4                                         | 12                                        | 1                                         | 674                                       | 390                                       | 284                                       | 91                                        | 47                                        | 44                                        |
| 3.                                        | Scarlets                                  | 77                                        | 22                                        | 17                                        | 0                                         | 5                                         | 9                                         | 0                                         | 537                                       | 359                                       | 178                                       | 66                                        | 40                                        | 26                                        |
| 4.                                        | Ospreys Rugby                             | 69                                        | 22                                        | 14                                        | 0                                         | 8                                         | 10                                        | 3                                         | 556                                       | 360                                       | 196                                       | 74                                        | 42                                        | 32                                        |
| 5.                                        | Ulster Rugby                              | 68                                        | 22                                        | 14                                        | 1                                         | 7                                         | 6                                         | 4                                         | 521                                       | 371                                       | 150                                       | 68                                        | 47                                        | 21                                        |
| 6.                                        | Glasgow Warriors                          | 58                                        | 22                                        | 11                                        | 0                                         | 11                                        | 9                                         | 5                                         | 540                                       | 464                                       | 76                                        | 72                                        | 53                                        | 19                                        |
| 7.                                        | Cardiff Blues                             | 53                                        | 22                                        | 11                                        | 1                                         | 10                                        | 3                                         | 4                                         | 508                                       | 498                                       | 10                                        | 59                                        | 60                                        | -1                                        |
| 8.                                        | Connacht Rugby                            | 44                                        | 22                                        | 9                                         | 0                                         | 13                                        | 5                                         | 3                                         | 413                                       | 498                                       | -85                                       | 47                                        | 61                                        | -14                                       |
| 9.                                        | Edinburgh Rugby                           | 31                                        | 22                                        | 6                                         | 0                                         | 16                                        | 1                                         | 6                                         | 400                                       | 491                                       | -91                                       | 46                                        | 59                                        | -13                                       |
| 10.                                       | Benetton Rugby Treviso                    | 23                                        | 22                                        | 5                                         | 0                                         | 17                                        | 1                                         | 2                                         | 316                                       | 664                                       | -348                                      | 35                                        | 92                                        | -57                                       |
| 11.                                       | Newport Gwent Dragons                     | 23                                        | 22                                        | 4                                         | 0                                         | 18                                        | 1                                         | 6                                         | 368                                       | 569                                       | -201                                      | 38                                        | 71                                        | -33                                       |
| 12.                                       | Zebre                                     | 19                                        | 22                                        | 3                                         | 0                                         | 19                                        | 1                                         | 6                                         | 318                                       | 773                                       | -455                                      | 38                                        | 105                                       | -67                                       |

## Fase final
| Semifinals     | Semifinals | Semifinals    |
| -------------- | ---------- | ------------- |
| Leinster Rugby | 15 – 27    | Scarlets      |
| Munster Rugby  | 23 – 3     | Ospreys Rugby |

| Final         | Final   | Final    |
| ------------- | ------- | -------- |
| Munster Rugby | 22 – 46 | Scarlets |

| Campió   |
| -------- |
| Scarlets |